# Ruda-Huta

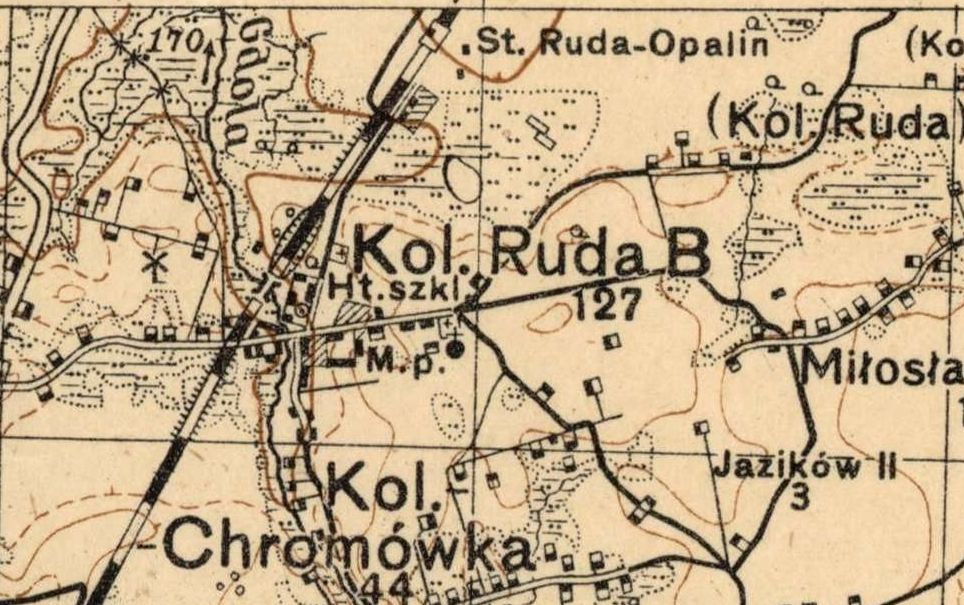
Ruda Huta (Kolonia Ruda B) na mapie Wojskowego Instytutu Geograficznego z 1931 r.

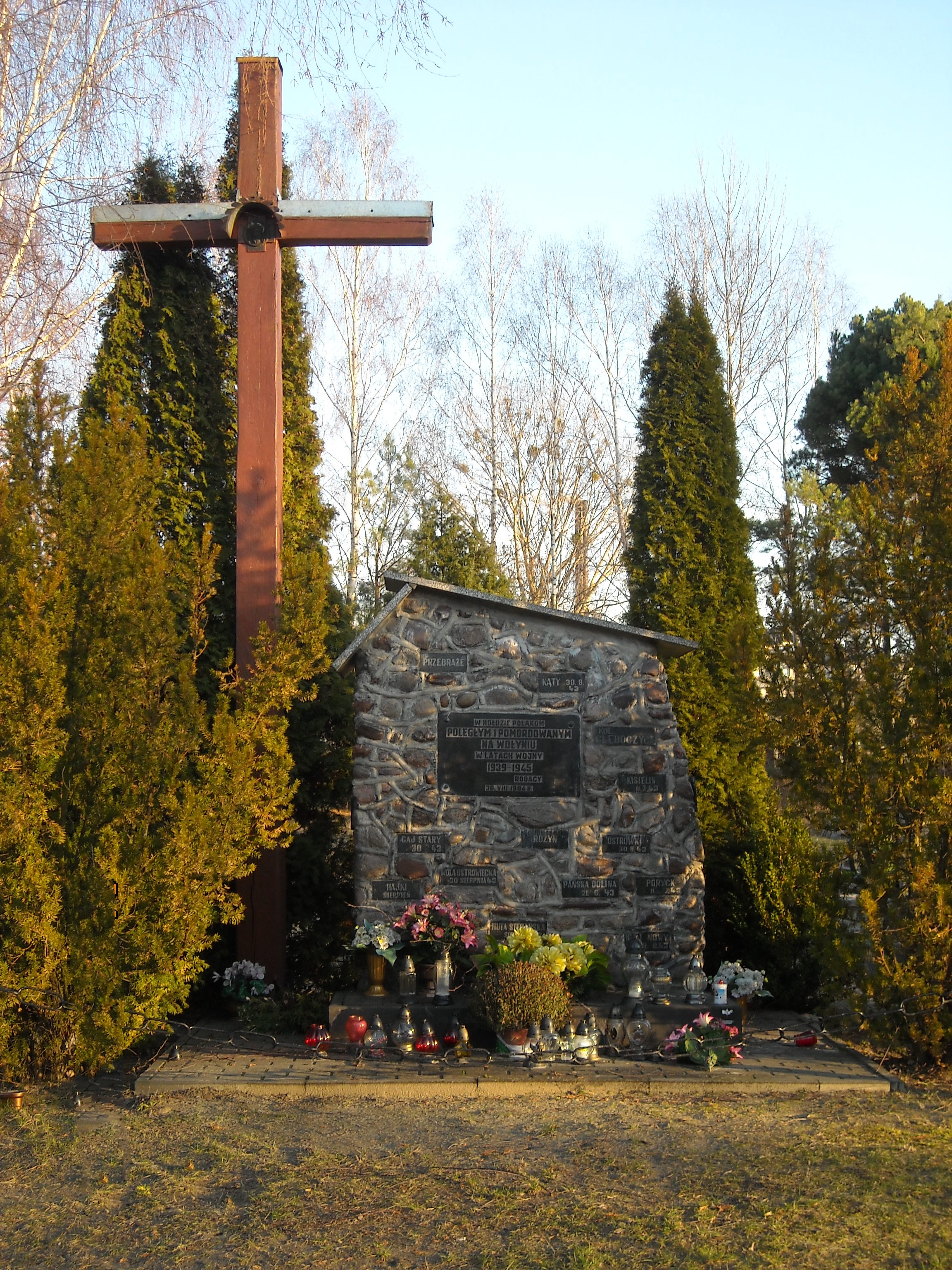
Pomnik ku czci Polaków poległych i pomordowanych na Wołyniu w czasie II wojny światowej

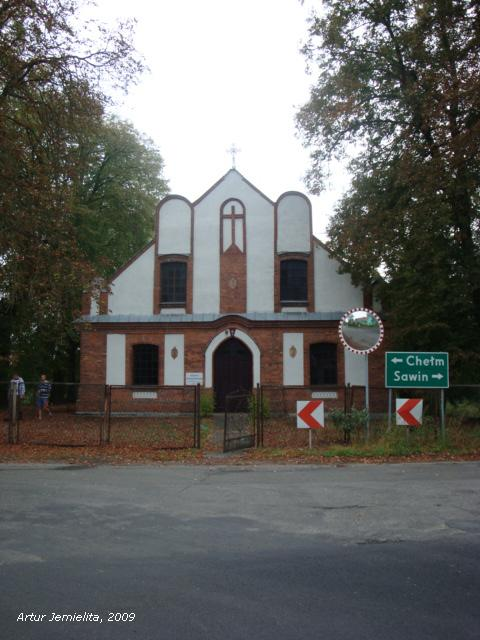
Kościół polsko-katolicki (dawny zbór ewangelicki) pw. św. Mateusza, kon. XIX w.

Ruda-Huta – wieś w Polsce  w województwie lubelskim, w powiecie chełmskim, w gminie Ruda-Huta. Leży w Obniżeniu Dubieńskim nad strugą Gdolanką, przy linii kolejowej Chełm – Włodawa. 
Do 1954 r. miejscowość należała do gminy Świerże. W latach 1975–1998 miejscowość administracyjnie należała do województwa chełmskiego. 
Miejscowość jest sołectwem, siedzibą gminy Ruda-Huta oraz  parafii św. Stanisława i Niepokalanego Serca Najświętszej Maryi Panny. 
Według Narodowego Spisu Powszechnego (III 2011 r.) liczyła 1062 mieszkańców i była największą miejscowością gminy.

## Części wsi
| SIMC    | Nazwa     | Rodzaj    |
| ------- | --------- | --------- |
| 0106394 | Kątek     | część wsi |
| 0106402 | Palestyna | część wsi |

## Historia
Początki miejscowości sięgają I połowy XIX w. i wiążą się z zakupem dóbr Ruda w 1836 r. przez Henryka Kamieńskiego i podziałem ich na część A, B i C. Pod nazwą Ruda B (nazwy oboczne to Huta Rudzińska, Ruda Opalin) miejscowość funkcjonowała do 1921 r., kiedy zatwierdzono oficjalnie nazwę Ruda Huta, nawiązującą do istniejącej w miejscowości huty szkła. 
Pierwsza huta szkła na terenie dzisiejszej Rudy Huty powstała w poł. XIX w., choć niewykluczone, że zakład istniał już nieco wcześniej. W 1883 r. właścicielami huty i dóbr Ruda B stali się Salomon Berkowicz Bernsztajn, Rafał Giersz Moszko Szuldberg i Izrael Frenkel. Od tego roku w dokumentach pojawia się nazwa Dobra Ruda – Huta Szklana. Nowi właściciele zmodernizowali zakład, wybudowano też dom właściciela oraz głównego mechanika huty. W 1890 r. zbudowano przy hucie osiedle robotnicze, niewielki szpital z lekarzem i felczerem, aptekę oraz szkołę, w której prowadzono nauczanie w języku rosyjskim. Rozwój osady fabrycznej przyciągnął sporą liczbę mieszkańców narodowości żydowskiej, na których potrzeby zbudowano dom modlitwy, szkołę (cheder) i łaźnie obrzędowe. W 1901 r. dobra Ruda B wraz z hutą zakupił Uszer Moszkowicz Sygał, właściciel kilku hut w Rosji, który zmodernizował zakład i zmienił asortyment produkowanych wyrobów. W 1905 r. do zakładu doprowadzono bocznicę kolejową. W tym samym roku w zakładzie doszło do wystąpień i strajków robotniczych. Na początku pierwszej wojny światowej zakład, którego część wyposażenia wywieziono do Rosji, został poważnie uszkodzony. Hutę usiłowano bezskutecznie uruchomić w 1920 r. W 1922 r. powrócił z Rosji właściciel huty, Uszer Sygał, który wznowił produkcję, jednak przez całe lata dwudzieste zakład borykał się z poważnymi problemami finansowymi. Po śmierci Uszera Sygała zadłużony zakład wraz pozostałościami majątku Ruda B (o pow. 709 mórg) przejęli spadkobiercy właściciela, Jakub oraz Fajga Tajtelbaum. W 1929 r. huta została definitywnie zamknięta, a w l. trzydziestych majątek zlicytowany. Ruiny huty przetrwały do lat 60. XX w. Po drugiej wojnie światowej teren zakładu stał się siedzibą Gminnej Spółdzielni Samopomoc Chłopska w Rudzie Hucie. Ważnym wydarzeniem w dziejach Rudy Huty było erygowanie w 1923 r., na gruntach ofiarowanych przez Uszera Sygała, parafii rzymskokatolickiej pw. św. Stanisława BM i Niepokalanego Serca NMP. Pierwszy, drewniany kościół pochodził z Dorohuska. Po drugiej wojnie światowej, dzięki staraniom ks. Jana Dudka, w l. 1952-1962 zbudowano nową, murowaną świątynię. W 1920 r. zorganizowano w miejscowości szkołę powszechną. Po drugiej wojnie światowej mieściła się w dawnym domu głównego mechanika huty.
W 1967 r. oddano do użytku gmach nowej szkoły (tzw. tysiąclatki), której nadano imię Bojowników o Wolność i Demokrację. W 1994 nazwę zmieniono na Porucznika Zbigniewa Twardego ps. Trzask. W 1996 r. powstało w Rudzie Hucie Liceum Ogólnokształcące, któremu w 2006 r. nadano imię Henryka Kamieńskiego. W budynku głównego mechanika huty, po opuszczeniu przez szkołę, funkcjonował ośrodek zdrowia. Obecnie istniejący gmach ośrodka oddano do użytku w 1995 r. W 1968 r. oddano do użytku aptekę. Miejscowość posiada połączenie autobusowe z Chełmem, Włodawą i okolicznymi wsiami. We wsi znajduje się filia Banku Spółdzielczego w Sawinie. Na północnym skraju wsi znajduje się pełnowymiarowe boisko piłkarskie klubu Hutnik Ruda Huta. W 2008 roku w ramach programu "Moje boisko – Orlik 2012" powstał kompleks boisk. Jedno do piłki nożnej, a drugie wielofunkcyjne – do gry w koszykówkę, siatkówkę i tenisa. Kompleks posiada zaplecze sanitarne i sztuczne oświetlenie. W miejscowości funkcjonuje Zespół Szkół w Rudzie-Hucie, w skład którego wchodzą: Liceum Ogólnokształcące, Gimnazjum oraz Szkoła Podstawowa. 
W miejscowości znajduje się parafialny kościół polskokatolicki pw. św. Mateusza (na zdj.) oraz kościół rzymskokatolicki pw. Świętego Stanisława Biskupa Męczennika i Niepokalanego Serca NMP, przy którym funkcjonuje cmentarz parafialny. Na cmentarzu znajduje się jeden z pierwszych (lub pierwszy) po drugiej wojnie światowej pomnik poległym i pomordowanym na Wołyniu, odsłonięty w 1984 r.
Według spisu powszechnego z 30 września 1921 r. Rudę B (kolonię) zamieszkiwały 583 osoby, w tym narodowości polskiej 496, niemieckiej 45, żydowskiej 39, innej 3; wyznania rzym.-kat. 185, prawosławnego 25, ewangelickiego 137, mojżeszowego 236; Rudę Hutę zamieszkiwało 654 osób, w tym narodowość polską deklarowało 654, wyznanie rzym.-kat. 551, prawosławne 5, ewangelickie 6, mojżeszowe 92. 
W 2000 liczba mieszkańców wynosiła 1113 osób.
We wsi znajduje się przystanek kolejowy Ruda-Huta na linii nr 81 Chełm – Włodawa. Przystanek został otwarty 26 czerwca 2015.